# والتر باسگیو
والتر باسگیو (به انگلیسی: Walter Baseggio) بازیکن فوتبال اهل بلژیک و عضو تیم ملی فوتبال بلژیک است که در تاریخ ۲۷ مارس ۱۹۹۹ میلادی اولین بازی ملی‌اش را مقابل تیم ملی فوتبال بلغارستان انجام داد. او در ۲۷ بازی ملی حضور داشت و جمعاً ۱۷۹۹ دقیقه برای تیم ملی فوتبال بلژیک به میدان رفت. والتر باسگیو آخرین بازی ملی خود را در تاریخ ۹ فوریه ۲۰۰۵ میلادی در برابر تیم ملی فوتبال مصر انجام داد. وی در بازی‌های ملی‌اش ۱ گل به ثمر رساند.